# Wartburgs voetbalkampioenschap 1924/25
In 1924/25 werd het vijfde Wartburgs voetbalkampioenschap gespeeld, dat georganiseerd werd door de Midden-Duitse voetbalbond. SV 01 Gotha werd kampioen en plaatste zich zo voor de Midden-Duitse eindronde. De club versloeg SV Wacker 05 Nordhausen  en SpVgg 02 Erfurt. In de kwartfinale had de club een bye en in de halve finale verloor de club van VfB Leipzig. 

## Gauliga
| Plaats | Club                        | Wed. | W | G | V  | Saldo | Ptn.  |
| ------ | --------------------------- | ---- | - | - | -- | ----- | ----- |
| 1.     | SV 1901 Gotha               | 12   | 9 | 2 | 1  | 45:9  | 20:4  |
| 2.     | FC Preußen 1909 Langensalza | 12   | 6 | 4 | 2  | 25:8  | 16:8  |
| 3.     | VfB 1909 Mühlhausen         | 12   | 5 | 4 | 3  | 14:8  | 14:10 |
| 4.     | FC Wacker 1907 Gotha        | 12   | 5 | 4 | 3  | 13:8  | 14:10 |
| 5.     | SV 1899 Mühlhausen          | 12   | 5 | 2 | 5  | 15:16 | 12:12 |
| 6.     | BSC 08 Ruhla                | 12   | 2 | 2 | 8  | 8:33  | 6:18  |
| 7.     | FC Meteor Waltershausen     | 12   | 1 | 0 | 11 | 5:43  | 2:22  |

|  | Kampioen, geplaatst voor Midden-Duitse eindronde |